# Turnländerkampf Deutschland-Italien-Ungarn
Der Turnländerkampf Deutschland-Italien-Ungarn, auch Dreiländerturnen genannt, wurde am 15. März 1942 in der Deutschlandhalle in Berlin vor 12.000 Zuschauern ausgetragen.
Ursprünglich war auch Finnland als viertes Land vorgesehen. Der Wettkampf war kein Länderkampf, sondern es erfolgte eine Einzelwertung. Es wurde am Boden, Reck, Pferd und Barren geturnt.   
Für Deutschland nahmen Rudi Gauch, Helmut Bantz, Willi Stadel und ein weiterer Turner am Wettkampf teil.

## Ergebnisse Einzelwertung
Bester Einzelturner wurde Helmut Bantz mit 117,2 Punkten vor dem Olympiasieger Willi Stadel mit 117 Punkten und dem Ungarn Franz Batasi mit 116,6 Punkten, der als Einziger die Höchstnote von 30 Punkten im Bodenturnen erlangte.